# دهستان چایپاسار جنوبی
دهستان چایپاسار جنوبی، یکی از دهستان‌های بخش مرکزی شهرستان ماکو در استان آذربایجان غربی ایران است.

## جمعیت
براساس سرشماری مرکز آمار ایران در سال ۱۳۹۵، جمعیت این دهستان برابر با ۸٬۵۲۰ نفر (۲٬۲۷۰ خانوار) بوده‌است. 